# Зубков, Иван Алексеевич
Иван Алексеевич Зубков (31 августа 1862 — 27 февраля 1911) — помещик, земский деятель, депутат Государственной думы Российской империи I созыва от Нижегородской губернии.

## Биография
По одним сведениям из потомственных дворян, по другим — его отец, Алексей Григорьевич Зубков (1841—?), был балахнинским купцом 2 гильдии. Выпускник Нижегородского дворянского института. В 1886 году окончил физико-математический факультет Петербургского университета. С времени окончания университета жил в собственном имении Пурех Балахнинского уезда Нижегородской губернии, построил химический завод в Вершиловоской волости. В 1892—1904 член Балахнинской уездной земской управы, с 1904 года по 1911  председатель этой же земской управы. В 1892 стал почётным мировым судьёй. Избран гласным Нижегородского губернского земства, к 1906 году состоял в этой должности четвёртое трёхлетие. В 1901 принял деятельное участие в открытии в Балахне библиотеки-читальни «в память 100-летия А. С. Пушкина». В 1905 участвовал в Земском съезде. Владел землями площадью 1756 десятин.
15 апреле 1906 избран в Государственную думу Российской империи I созыва от общего состава выборщиков Нижегородского губернского избирательного собрания. Вошёл в состав Конституционно-демократической фракции. Состоял в думской Аграрной комиссии. Участвовал в прениях по аграрному вопросу.
В 1908 году вступил в Конституционно-демократическую партию.
В 1896 году им проведён проект первой сети училищ в уезде, в 1911 году введено всеобщее  начальное обучение.
В ночь с 27 на 28 февраля 1911 года скоропостижно скончался в своём имении Пурех от "астмического паралича сердца".

### Рекомендованные источники
- И. А. ЗУБКОВ: [некролог] // Нижегородский Ежегодник. 1912 / под  ред.  Г. И.  Сергеева  и  В. Е.  Чешихина (Ч. Ветринского). — Н. Новгород, 1912. — Стб. 143-144.
- Селезнев Ф. А. Выборы и выбор провинции: Партия кадетов в Нижегородском крае: (1905-1917). Н. Новгород, 2001.
- Российский государственный исторический архив. Фонд 1278. Опись 1 (1-й созыв). Дело 74. Лист 13; Фонд 1327. Опись 1. 1905 год. Дело 141. Лист 84 оборот; Дело 143. Лист 86 оборот - 87.